# Biblioteka szkolna
Biblioteki szkolne – typ bibliotek w podziale według kryterium charakteru środowiska czytelniczego i formy wykonywanych usług.
Funkcje bibliotek szkolnych:
- Kształcąco-wychowawcze – dostarczanie różnorodnych materiałów bibliotecznych niezbędnych w procesie dydaktycznym i wychowawczym szkoły. Organizowanie i prowadzenie działalności informacyjnej i przysposobienie do czytelnictwa, umiejętności korzystania ze źródeł informacyjnych a także wyszukiwania informacji na dany temat. Organizowanie w bibliotece różnych form zajęć lekcyjnych i pozalekcyjnych.
- Opiekuńczo-wychowawcza – współdziałanie biblioteki z nauczycielami i wychowawcami w realizacji celów wychowawczych szkoły. Praca indywidualna z uczniem, rozmowy i poradnictwo w doborze lektur.
- Diagnostyczno-prognostyczne – identyfikacja uzdolnień i słabości uczniów, a także ich zainteresowań i pasji. Gromadzenie zbiorów dopasowanych do upodobań czytelników.
- Kulturalno-rekreacyjne – włączanie się bibliotek szkolnych do życia kulturalnego uczniów. Organizowanie czasu wolnego uczniów.

Zadania bibliotekarza szkolnego:
1. Odpowiadanie na potrzeby czytelnicze i informacyjne uczniów i pracowników szkoły.
2. Prowadzenie różnorodnych działań z zakresu edukacji czytelniczej i informacyjnej uczniów i nauczycieli.
3. Koordynowanie procesu edukacji czytelniczej i informacyjnej, realizowanego przez nauczycieli, koła zainteresowań, samorząd uczniowski, itp.